# Ernesto Luís de Hesse-Darmstadt (1667-1739)
Ernesto Luís de Hesse-Darmstadt (15 de dezembro de 1667 — 12 de setembro de 1739) foi um nobre alemão que governou o Landgraviato de Hesse-Darmstadt, desde 1678 até sua morte em 1739.

## Família
Ernesto Luís foi o primeiro filho do segundo casamento do conde Luís VI de Hesse-Darmstadt com a duquesa Isabel Doroteia de Saxe-Gota-Altemburgo. Entre os seus irmãos estava o conde Luís VII de Hesse-Darmstadt, que morreu sem filhos. Os seus avós paternos eram o conde Jorge II de Hesse-Darmstadt e a princesa Sofia Leonor da Saxónia. Os seus avós maternos eram o duque Ernesto I de Saxe-Gota e a duquesa Isabel Sofia de Saxe-Altemburgo.

## Vida
Ernesto Luís desejava que a sua corte imitasse a corte francesa do rei Luís XIV, o que causou grandes dívidas no seu estado. Entre os principais beneficiários deste período estão o compositor barroco Christoph Graupner e o arquitecto Louis Remy de la Fosse que criou um programa de construção de edifícios muito dispendioso. Quando morreu em 1739, Ernesto deixou uma dívida de quatro milhões de florins, dez vez mais do que o seu rendimento anual.

## Casamento e descendência
Ernesto Luís casou-se no dia 1 de dezembro de 1687 com a marquesa Doroteia Carlota de Brandemburgo-Ansbach. Juntos tiveram cinco filhos:
- Doroteia Sofia de Hesse-Darmstadt (1689–1723), casada com o conde João Frederico de Hohenlohe-Öhringen.
- Luís VIII de Hesse-Darmstadt (5 de abril de 1691 – 17 de outubro de 1768), casado com a condessa Carlota de Hanau-Lichtenberg; com descendência;
- Carlos Guilherme de Hesse-Darmstadt (17 de junho de 1693 - 17 de maio de 1707), morreu em batalha durante a Guerra de Sucessão Espanhola aos treze anos de idade; sem descendência;
- Francisco Ernesto de Hesse-Darmstadt (25 de janeiro de 1695 - 8 de janeiro de 1716), morreu aos vinte anos de idade; sem descendência;
- Frederica Carlota de Hesse-Darmstadt (8 de setembro de 1698 - 22 de março de 1777), casada com o marquês Maximiliano de Hesse-Cassel; com descendência.

Depois da morte de Doroteia, Ernesto voltou a casar-se, desta vez abaixo da sua posição com Luise Sophie von Spiegel, de quem teve duas filhas:
- Louisa Charlotte von Eppstein (1727–1753), morreu aos vinte e seis anos; sem descendência;
- Friederika Sophia von Eppstein (1730–1770), com descendência.

Ernesto casou-se ainda uma terceira vez com Charlotte von Forstner de quem teve um filho:
- Friedrich Carl Ludwig von Hohenstein zu Fürstenfeld (1711-1715).